# Vallée d'Omutnitsa
Omutnitsa Vallis
La vallée d'Omutnitsa (désignation internationale : Omutnitsa Vallis) est une vallée située sur Vénus dans le quadrangle de Beta Regio. Elle a été nommée en référence à Omutnitsa, une divinité slavo-orientale des cours d'eau.